# Matías Borsatti
Matías David Borsatti (Santa Fe, 6 de junio de 1997) es un jugador de baloncesto argentino que juega para Unión de Santa Fe de la Liga Nacional de Básquet de Argentina. Con 1,91 metros de altura, juega en la posición de escolta.

## Trayectoria
Debuta como profesional en el Sionista en la temporada 2015-2016.
En julio de 2016 firma con Unión de Santa Fe.
Tras seis años en Santa Fe, en julio de 2022, se va al Villa San Martín por una temporada.
En julio de 2023 firma por GEPU.
Tras una temporada, en agosto de 2024, regresa a Unión de Santa Fe.

### Selección nacional
Borsatti integró las selecciones juveniles de baloncesto de Argentina, participando del Campeonato Sudamericano de Baloncesto Sub-15 de 2012 y del Campeonato Mundial de Baloncesto Sub-17 de 2014. Posteriormente actuó junto al seleccionado universitario argentino en el torneo de básquetbol de la Universiada de 2017.